# Diana Schell
Diana Schell (* 20. September 1970 in Frankfurt an der Oder als Diana Kretschmer) ist eine deutsche Hörfunk- und Fernsehmoderatorin.

## Leben und Karriere
Diana Schell wuchs in der DDR auf und lernte akustische Gitarre. Wegen einer chronischen Krankheit musste sie ihre Konzertgitarristen-Karriere samt Studium in Weimar abbrechen und studierte anschließend Wirtschaftswissenschaften in Jena und Erfurt. Nach Studienabschluss als Diplom-Kauffrau war sie in der Unternehmensberatung M.E.P. GmbH in Leipzig tätig.
Im Alter von 16 Jahren moderierte Schell zu DDR-Zeiten Events. Nach einem Casting beim MDR-Fernsehen begann ihre professionelle Karriere. Sie moderierte diverse Fernsehsendungen für die ARD (tägliches Vorabendprogramm „MDR vor acht im Ersten“), den MDR („Liebe Liebe“, „Finderlohn“, „Die Goldene Quote“) und für RTL. Mehrere Jahre lang moderierte sie in den jeweiligen Radio-Morningshows bei MDR-JUMP, Radio PSR und SkyRadio. Bei Radio PSR übernahm sie später auch verschiedene Wochenendshows, z. B. „Fit am Sonntag mit Diana Schell“.
Neben den Radio-Moderationen ist Diana Schell als deutschlandweite Event-Moderatorin mit über 150 Shows im Jahr tätig. Das Pandemie-Jahr 2020 bedeutete das Ende für ihre Ladies Academy. Sie gründete die Firma Schell Media e.K., mit der sie unter anderem die YouTube-Show „Blondhörig – die Lifestyleshow“ produziert, die mittlerweile auch als Podcast erscheint.
Seit 2020 ist sie TV-Moderatorin des Shopping-Kanals Home Shopping Europe. 2021 ließ sich Schell für die November-Ausgabe des Playboys ablichten und kam damit auf die Titelseite. Im November 2022 nahm sie an der 10. Staffel von Promi Big Brother auf Sat.1 teil. Im Mai 2023 erschien ihr Buch „Rocking the 50ies – ein Survival Guide für Frauen“. Das autobiografische Werk ist auch als Ratgeber an andere Frauen gerichtet.
Diana Schell ist geschieden und lebt in München.

## Veröffentlichungen
- Rocking the 50ies – ein Survival Guide für Frauen, 2023[3]